# 西川祐肖
西川 祐肖（にしかわ すけのり、正徳2年〈1712年〉 - 延享元年7月19日〈1744年8月26日〉）とは、江戸時代の京都の浮世絵師。

## 来歴
西川祐信の三男で西川祐尹の弟、幼名は三之丞または城介（丈助とも）。京都の人。『西川家系図』には「倭画ニ長達ス」とある。享年33。墓所は京都三条大宮の妙泉寺、戒名は一葉迎秋信士。作画期は宝暦の頃とされ、刊年未詳であるが『綟謎龍田山』という絵本の挿絵を描いている。